# اوئیران

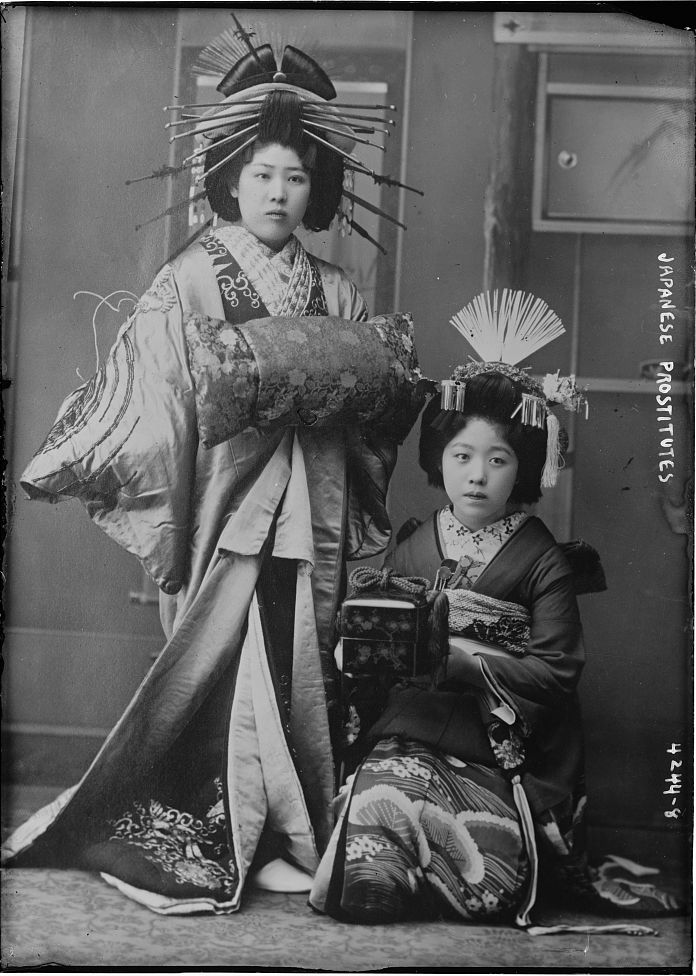
یک اوئیران در سال ۱۹۱۷

اوئیران (به ژاپنی: 花魁 Oiran) اصطلاحی است که به زنان تن‌فروش (یوجو) دارای بالاترین رتبه در یوشیوارا در ژاپن گفته می‌شد. به منظور رسیدن به چنین رتبه ای به یک زن از دوران کودکی در زمینه مراسم چای ژاپنی، ایکبانا (گل‌آرایی ژاپنی)، خوش‌نویسی، ادبیات کلاسیک و نواختن سازهای موسیقی و رقص و آواز آموزش داده می‌شد.